# 王啸
王啸（1992年4月18日—），是一名中国足球运动员，现效力中国足球甲级联赛球队廈門鷺島，司职前锋或中卫。

## 俱乐部生涯
王啸青训生涯在鲁能足校度过，2011年初转会加盟中国足球超级联赛球队深圳红钻，并在2011赛季结束后跟随球队降级到中甲联赛。
2012年7月，王啸租借加盟中国足球乙级联赛球队贵州智诚。他在2012赛季中乙联赛出场5次，跟随球队以联赛冠军的成绩升级回中甲。
2013年1月，成为自由球员的王啸在杭州绿城试训成功，加盟球队。